# Conseil du trésor (Canada)
Le Conseil du Trésor (anglais : Treasury Board) est un comité du cabinet du Canada chargé de la gestion des finances, du personnel et de l'administration et de l'approbation des règlements et de la plupart des décrets en conseil.

## Rôle et composition
Les ministres du cabinet se réunissent en différents comités afin de coordonner l'action du gouvernement fédéral. Le Conseil du Trésor est le seul de ces comités dont l'existence est prévue par une loi. 
Le Conseil du Trésor est compétent pour :
- les grandes orientations applicables à l’administration publique fédérale ;
- l'organisation de l’administration publique fédérale ;
- les prévisions budgétaires, les dépenses, les engagements financiers, les comptes et les règles de la comptabilité publique ;
- les plans annuels ou à long terme des finances des ministères ;
- la gestion des terres publiques ;
- les ressources humaines dans la fonction publique fédérale ;
- la vérification interne au sein de l'administration ;
- certains pouvoirs en matière de pensions des fonctionnaires fédéraux et des personnels des Forces armées et de la GRC.

## Composition
La Loi sur la gestion des finances publiques prévoit que le Conseil du Trésor est un comité du Conseil privé composé d'un président du Conseil du Trésor, du ministre des Finances et de quatre autres membres.
Ses membres actuels sont :
- Président : Shafqat Ali
- Vice-président : François-Philippe Champagne, Ministre des Finances
- Julie Dabrusin, Ministre de l'Environnement et du Changement climatique
- Joël Lightbound, Ministre de la Transformation du gouvernement, des Travaux publics et de l’Approvisionnement
- Maninder Sidhu, Ministre du Commerce international
- Marjorie Michel, Ministre de la Santé

Membres suppléants : 
- Tim Hodgson, Ministre de l’Énergie et des Ressources naturelles
- Gregor Robertson, Ministre du Logement et de l’Infrastructure
- Chrystia Freeland, Ministre des Transports
- Patty Hajdu, Ministre de l'Emploi et des Familles
- Joanne Thompson, Ministre des Pêches
- Rebecca Chartrand, Ministre des Affaires du Nord et de l'Arctique
- Rebecca Alty, Ministre des Relations Couronne-Autochtones
- Jill McKnight, Ministre des Anciens Combattants

## Secrétariat du Conseil du Trésor
Le secrétariat du Conseil du Trésor est l'administration du Conseil du Trésor : il assure à la fois la coordination du travail des membres du Conseil et est un ministère du gouvernement fédéral. À ce titre, il est compétent à l'égard du fonctionnement de l'administration fédérale et agit comme employeur de la fonction publique. Il est également chargé du contrôle des administrations et de leur gestion financières.
Le secrétariat est dirigé par le secrétaire du Conseil du Trésor, placé sous la responsabilité du président du Conseil.